# In pergola
In pergola (o anche a pergola) è un termine utilizzato in araldica per indicare figure disposte a foggia di pergola.

Tre pesci ordinati in pergola (Cefalù)
Tre teste di pesce affrontate in pergola (stemma di Chocz, Polonia, in uso fino al 2014)
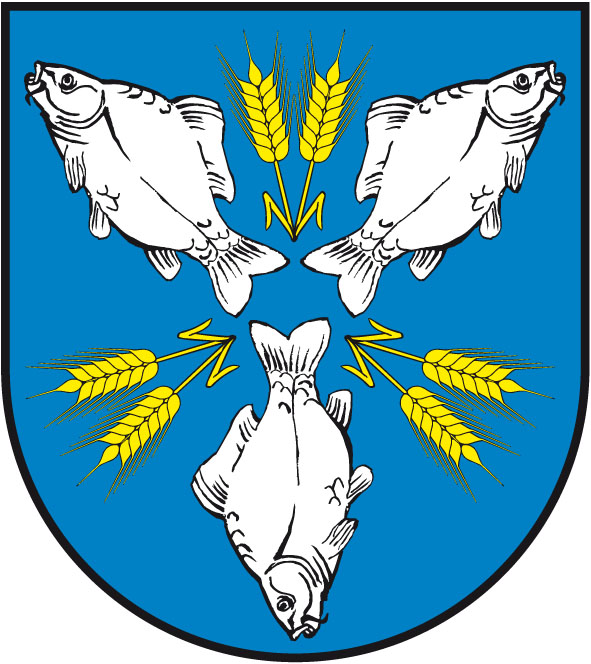
Tre pesci addossati in pergola (Deetz (Zerbst), Germania)
Tre corni da caccia ordinati in pergola (Dukla, Polonia)
Tre pesci di rosso fusi in pergola (Bierzwnik, Polonia)